# 埤頭合興宮
23°53′31″N 120°27′27″E / 23.892045°N 120.457518°E
埤頭合興宮，是位於臺灣彰化縣埤頭鄉合興村的媽祖廟，其媽祖被稱為「埤頭媽祖」、「炸彈媽」，後者名稱與媽祖接炸彈的臺灣傳說有關。

## 歷史沿革
合興宮廟誌記載為建於乾隆四十四年（1779年），於道光八年（1828年）、昭和六年（1931年）重修。1984年再修建，於1988年完竣。
廟地為大湖村的胡氏人家捐出位於合興村的一筆土地建廟，今已是埤頭鄉鬧區。1999年11月24日公路局彰化工務段段長郭湯池表示，為開通中山高速公路北斗交流道，彰水路以西需做斗苑路拓寬工程，此廟須拆除七分之一建物，但被廟方反對。2000年4月19日，埤頭鄉長陳重利說經多次擲筊杯請示媽祖，均指示不得破壞寺廟原貌，公路局因此不拆合興宮鐘鼓樓，避開廟身，拓寬路線往北移二百多公尺。因此斗苑西路拓寬進度拖延，被鄉民在2002年投書抱怨。

## 炸彈媽由來
二次大戰末期，臺灣從南到北的媽祖廟多流傳媽祖顯靈接炸彈的傳說。

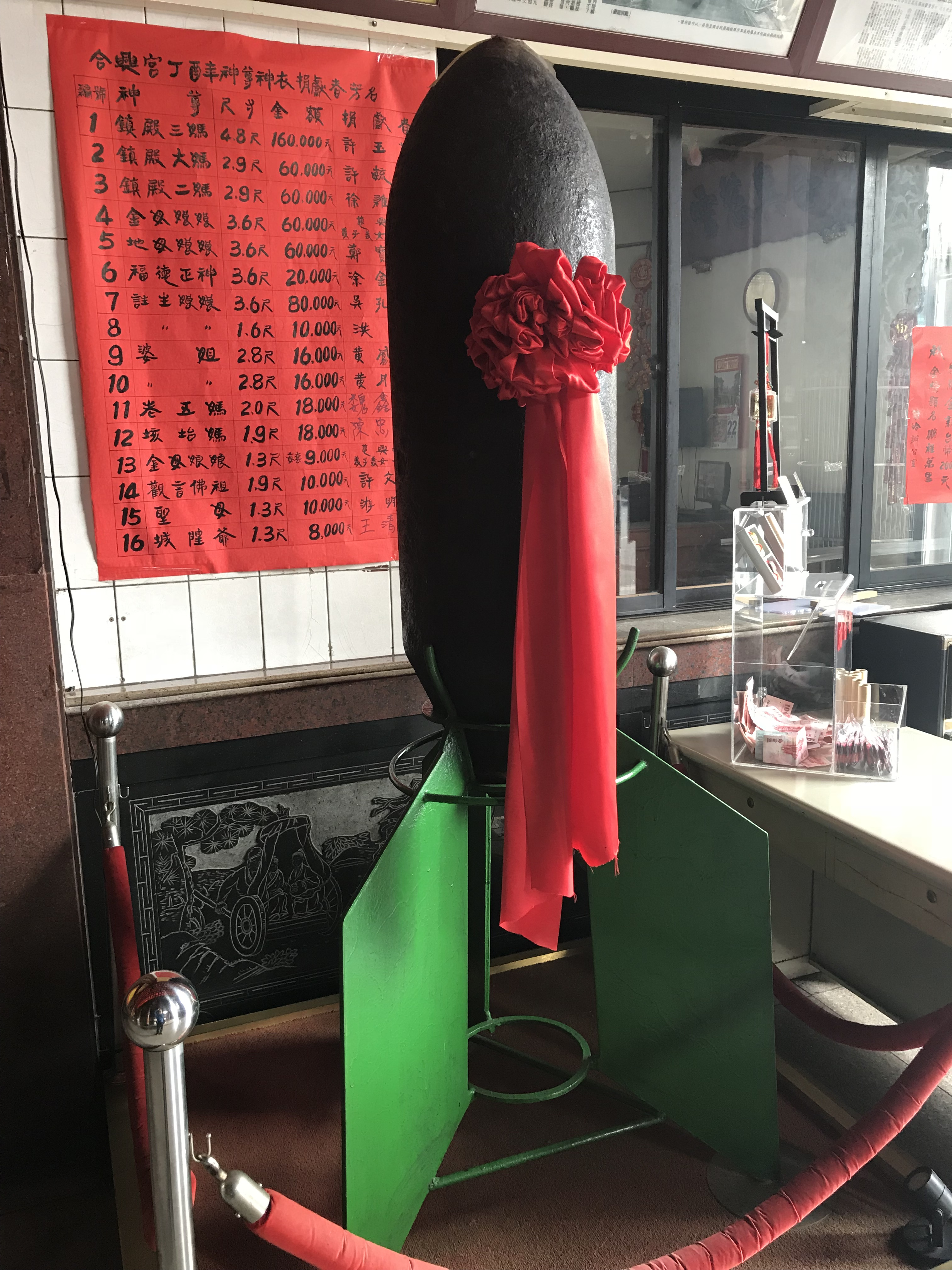
擺設於埤頭合興宮的AN-M64炸彈。

鄰近埤頭鄉的竹塘鄉最東北邊的五庄村為神風特攻隊駐紮地，因此地區飽受美軍飛機空襲。1944年，有顆炸彈落在今屬於埤頭鄉永豐村的十三甲臺灣製糖小火車站旁。當時一早，合興村女村民陳呅與四名女同伴在此五分仔車站附近田裡除草時，沒多久空襲警報大響，美國軍機空襲，她們便以田壟就地掩護，一枚大炸彈落在她們背後不遠處，但卻未爆炸。住在附近的村民李東和，回憶炸彈還將蓮霧樹削了半棵。永豐村村民蘇順喜（楊順喜）猜測可能是美軍誤以為附近一處臺糖專門辦理原料清點的駐紮所為重要基地，所以投彈。陳呅相信當時她得以生存，是合興宮媽祖的保佑，媽祖並犧牲了神像的右食指、左腳的弓鞋掉落一邊。
蘇順喜父親先將此未爆彈從原落地原料區辦公處的鐵道旁移到約一百公尺他的田地。當時炸彈沒人敢碰，直到戰後時期國軍派人拆除引信，蘇順喜父親才拖回家擺在前庭。警方曾列管登記並定期派人檢查。蘇順喜和鄰居小孩常在炸彈殼上玩耍，也有兒童來他家看炸彈。後來因附近田地有塊凹陷處，為方便行走，蘇順喜父親就將炸彈埋在該處。
1954年有人投稿《聯合副刊》說鄉裡的婦女離鄉到二十幾公里的彰化進香，回來後帶了媽祖接炸彈的傳說故事。1999年，埤頭合興宮與大甲鎮瀾宮締結為姊妹宮，兩廟共同巡視埤頭鄉時，村民憶起了接炸彈的傳說，因此決定將失蹤的炸彈挖出來。同年5月1日一早，廟宇與地方人士在蘇順喜等人的協助下，在永豐村挖出了此未爆彈殼，並決定帶回廟中紀念。
彈殼經軍方鑑定無危險顧慮後，移至合興宮廟內供信徒參觀。170公分高的500磅炸彈放在廟殿右側門，旁還有解說牌。針對永豐社區發展協會有意討回放在十三甲文化館，廟方主委楊肇西回應這枚未爆彈是鎮廟之寶，可用複製品送給永豐社區，要討真品歉難同意。2004年報導時，已八旬的陳呅雖然膝蓋骨退化、行動不方便，依然固定初一、十五來合興宮燒香，也會撫摸彈殼，曾向一旁的孫子細說躲空襲的故事。
彰化縣政府推行一鄉鎮一特色一特產的在地旅遊時，埤頭鄉公所就推薦此廟、稱其媽祖為「炸彈媽」，與小埔心抗清古戰場遺址，並列鄉內兩大文化資產。2015年，二戰終戰70周年，彰化縣文化局向廟方商借此彈殼，在彰化市武德殿展出。
保有炸彈殼作為展示的媽祖廟還有萬丹萬惠宮。

## 祭祀活動
其媽祖有「埤頭媽祖」、「炸彈媽」之稱。此廟為合興、豐崙、崙子、永豐、平原、崙腳等六村信徒的共同信仰，每當舉行祈安祭典，六村信徒會聯合慶祝。
1999年，埤頭鄉開始成為大甲媽祖遶境進香活動途經鄉鎮之一。大甲媽祖從西螺福興宮清晨起駕回鑾後，當日會遶境合興宮。合興宮也是2001年7月14日在鎮瀾宮文化大樓成立台灣媽祖聯誼會時，加入的十七座媽祖廟之一，其他座為大甲鎮瀾宮、基隆聖安宮、松山慈祐宮、中港慈裕宮、台中朝聖宮、鹿港天后宮、員林福寧宮、溪洲后天宮、西螺福興宮、西螺朝興宮、新港奉天宮、高雄寶瀾宮、內埔慈聖宮、台東遠天宮、花蓮港天宮、南方澳南天宮。2015年時，合興宮還高掛起長達45公尺、16層樓高的超巨型鞭炮，迎接回鑾的大甲媽祖。
合興宮也參加彰化縣政府整合的彰化縣媽祖聯合遶境祈福活動，在2016年時輪到主辦。
2019年4月13日，同一天內大甲媽祖與白沙屯媽祖同日停駕、駐駕合興宮，創下廟史記錄。下午一點初，大甲媽祖先於合興宮停駕，直到下午兩點半離開，然後同日白沙屯媽祖在下午近五點從台19線駐駕合興宮。

## 相關圖集

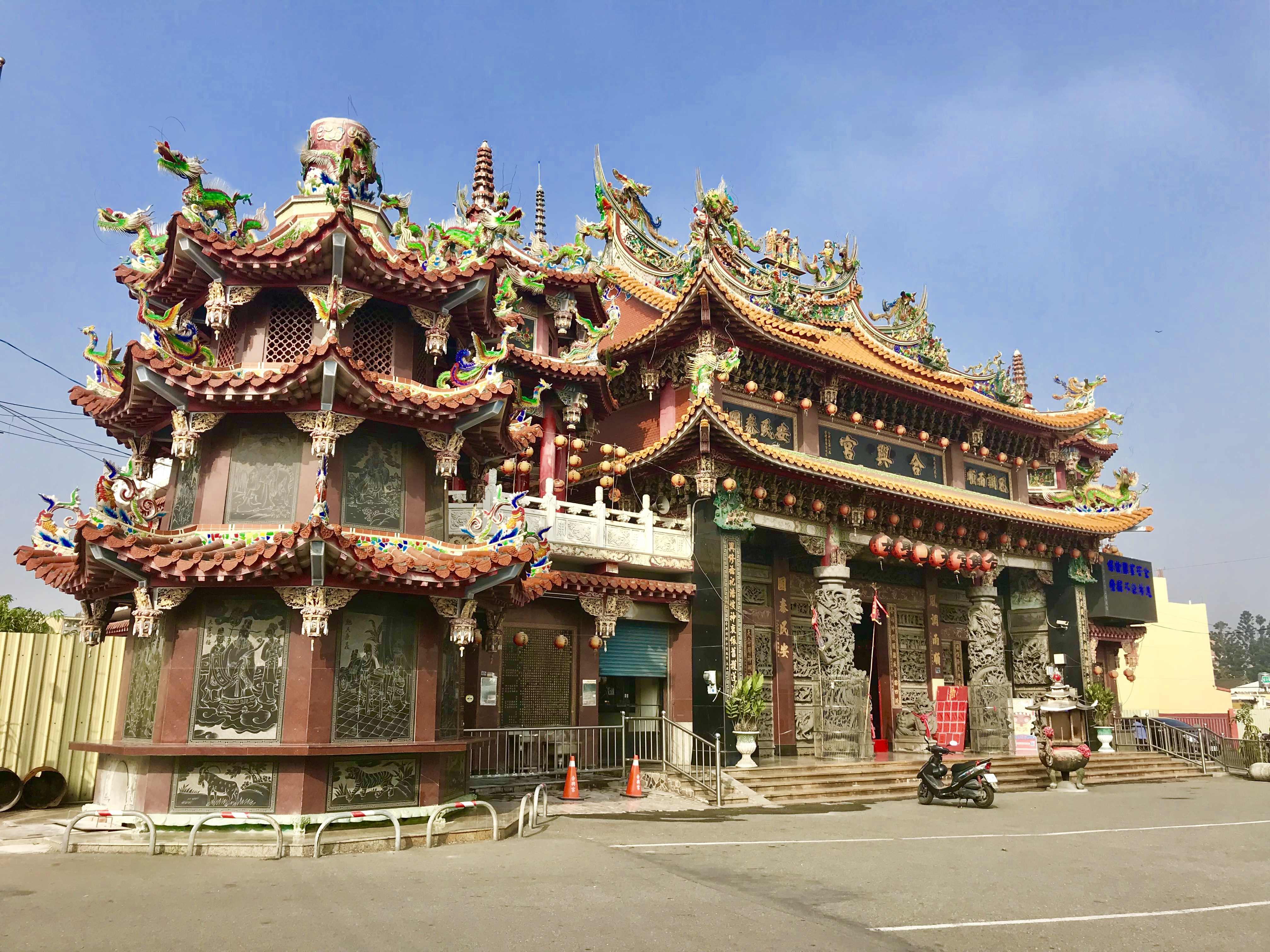
廟身
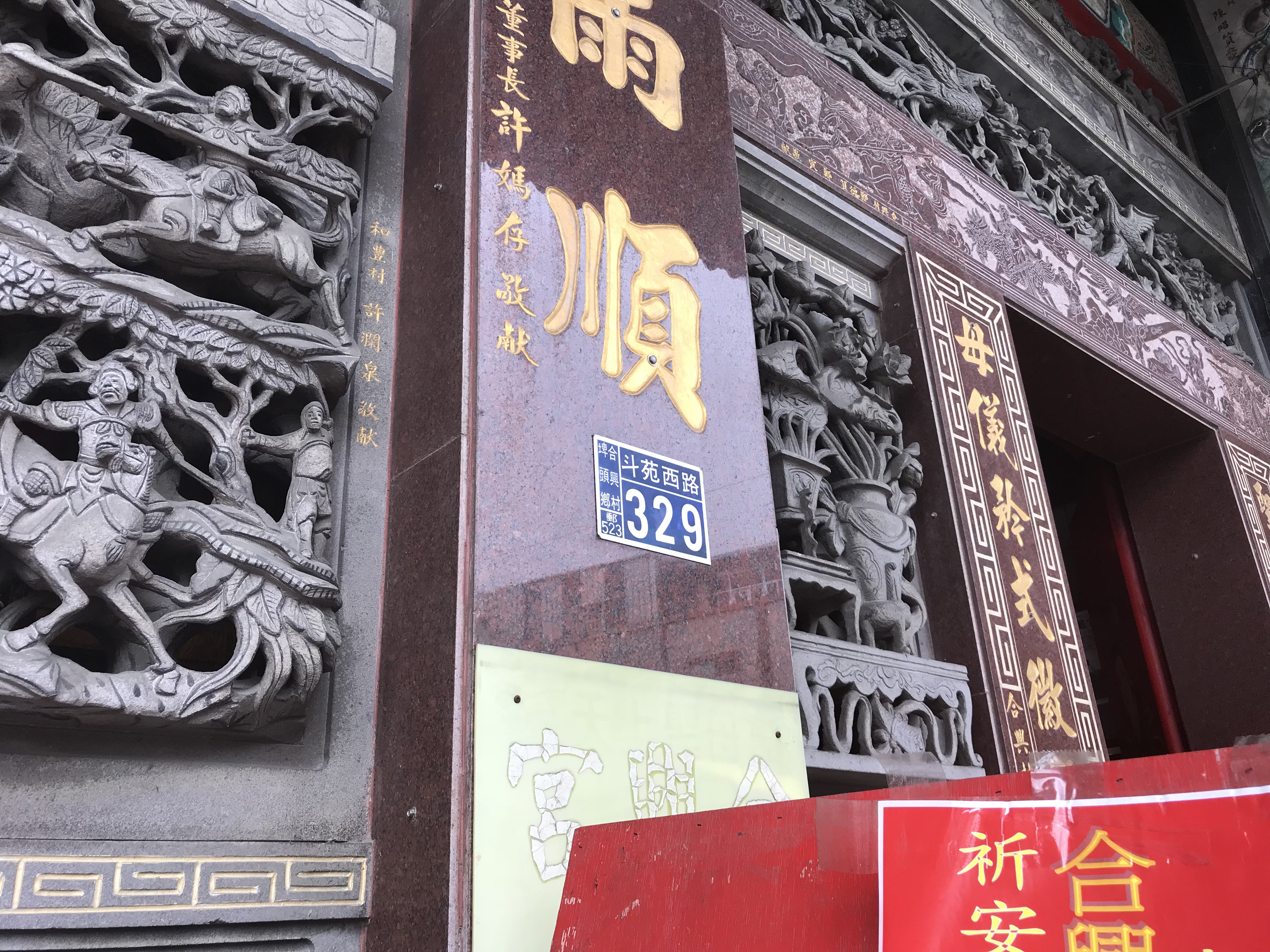
門牌為合興村斗苑西路329號。
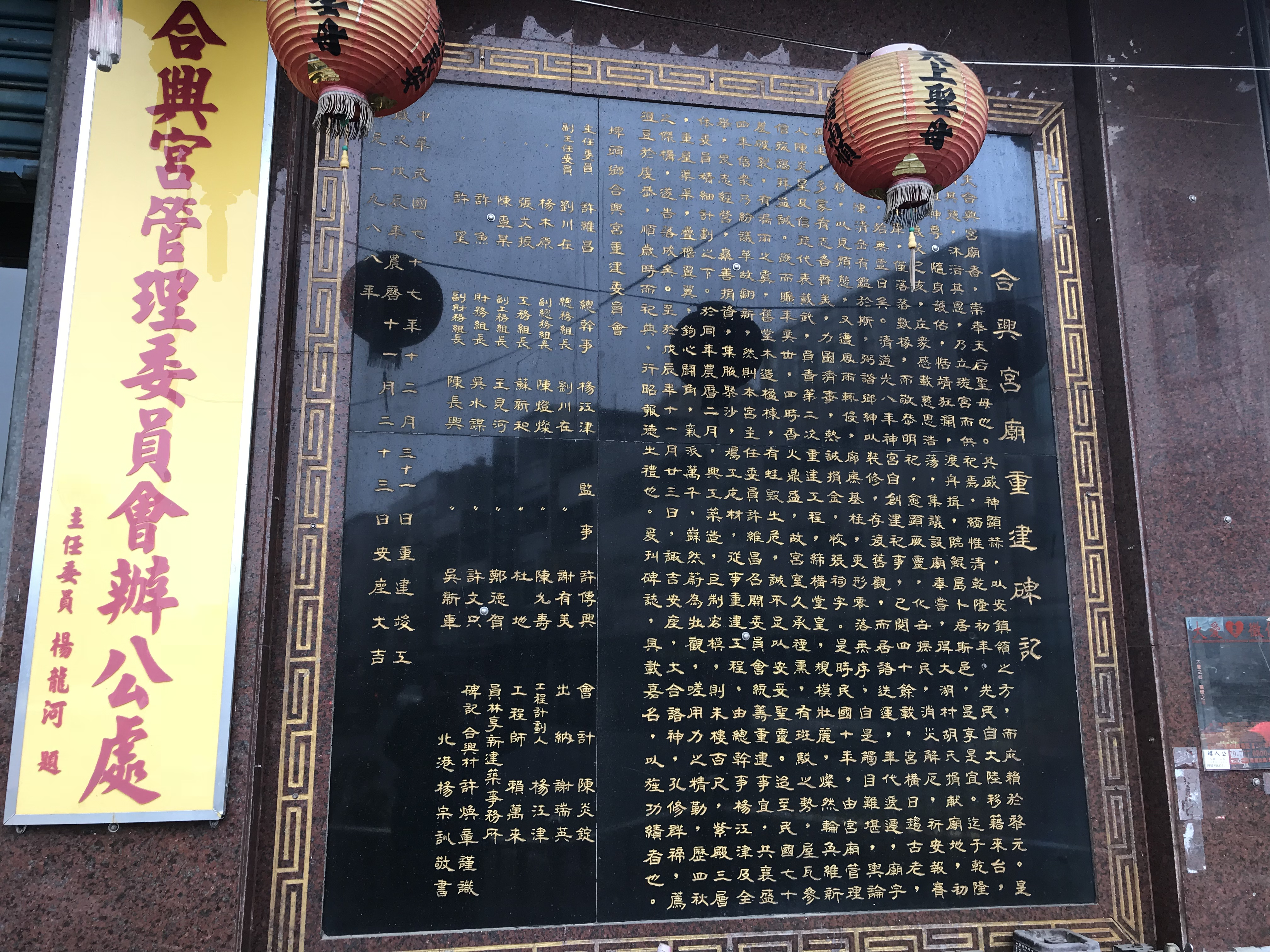
沿革上寫為乾隆己亥年建。

## 外部連結
- 埤頭合興宮的Facebook專頁
- 官方网站